# Фердинанд Австрійський (кардинал-інфант)
Фердинанд Австрійський (ісп. Fernando de Austria; 16 травня 1609 — 9 листопада 1641) — церковний, державний і військовий діяч королівства Іспанія, кардинал.

## Життєпис
Походив з династії Габсбургів. Молодший син Філіппа III, короля Іспанії і Португалії, та Маргарити Австрійської. Народився у травні 1609 або 1610 року в Ескоріалі поблизу Мадриду. Йому з самого початку була визначена церковна кар'єра. 1619 року став кардиналом-мирянином і архієпископом Толедо, хоча не був висвячений на священника.
Здобув гарну освіту, виявивши хист до державних та військових справ. Увійшов в довіру до впливового міністра Гаспара де Гусмана де Олівареса. Водночас у 1630 року його стрийня Ізабелла Клара Євгенія вирішила зробити Фердинанда своїм наступником на посаді губернатора Іспанських Нідерландів. 1632 року призначено віце-королем Каталонії.
1633 року рушив суходолом до Нідерландів. В цей час Ізабелла Клара Євгенія померла в Брюсселі. Маршрут Фердинанда Австрійського пролягав через Геную, Мілан (тут виконував обов'язки губернатора), Тіроль. Водночас він очолив іспанське військо в Ломбардії. При цьому планував надати допомогу католицьким військам в Німеччині, де тривала Тридцятилітня війна. Проте через хворобу спочатку відправив частину війська на чолі із Гомесом Суаресом де Фігероа, герцогом Феріа, але той зазнав поразки від Бернгарда Саксен-Веймарського і Густава Горна. Лише у 1634 році з рештою військ Фердинанд прибув до Баварії. В серпні того ж року зумів об'єднатися з австрійським військом Фердинанда Угорського та Маттіаса Галласа. У битві при Нердлінгені їх війська завдали поразки шведсько-саксонському війську Густава Горна і Бернгарда Саксен-Веймарського.
Слідом за цим відкинув пропозицію залишитися в Середній Німеччині, попрямувавши до Нідерландів. Через недовіру з боку населення до духівництва перестав носити церковний одяг. Незважаючи на обмеженність повноважень, швидко зумів завоювати довіру знаті та бюргерства Фландрії і Брабанту.
У 1635 році в битвах біля Намюру іЛевену зумів задати поразки французьким та голландським військам. Це дозволило йому перейти у наступ проти Республіки Сполучених провінцій, внаслідок чого відвоював міста Діст, Гох, Геннеп, Лімбург, Шенк.
1636 році заборонив діяльність усіх протестанських пасторів в Іспанських Нідерландах. Після цього перейшов у наступ проти Франції, відвоювавши міста Ле-Катле, Ла-Капель, Ірсон. Також вдалосязайняти Корбі, створивши загрозу для Парижу.
1637 року штатгальтер Фредерік Гендрік Оранський відвоював в іспансців Бреду, що спричинило політичну кризу при королівському дворі. Втім Фердинанд Австрійський зумів перейти у наступ, захопивши Венло і Рурмонд. Але він не міг вправно діяти на два фронти. Цим скористалися французи, якізахопили міста Ландресі, Дамвіль та Ла-Капель. Проте Фердинанд зумів змусити ворога відступити від Мобежа.
У 1638 році успішно захистив Антверпен, Сент-Омер та Гельдерн від голландської та французької армій. Того ж року у битві біля Калло завдав поразки голландцям. У 1639 році голландській флот завдав тяжкої поразки іспанським транспортам, але Фердинад все ж отримав підкріплення близько 10 тис. вояків. Це дозволило йому діяти проти Голландії та Франції одночасно. Фердинанд скував голландське військо біля Гюльста, а Октавіо Пікколоміні в битвібіля Тіонвіля завдав поразки французькому війську.
Протягом 1640 року успішно відбивав напади голландської армії. Втім того ж року французи зуміли захопити важливе місто Аррас. Це похитнуло його позиції проти королівськомудворі в Мадриді. У 1641 році він тяжко захворів й невдовзі помер у Брюсселі.

## Родина
- позашлюбна донька Анна (1641—1715), черниця